# Étienne Cerexhe
Pour les articles homonymes, voir Étienne et Cerexhe.
Étienne Renier Armand Auguste baron Cerexhe, né à Schaerbeek (Bruxelles) le 18 avril 1931 et mort le 24 juin 2020, est un docteur en droit qui exerce les fonctions professionnelles suivantes : professeur extraordinaire à l'Université catholique de Louvain, professeur à la faculté de droit des Facultés universitaires de Namur, juge à la Cour d'arbitrage et juge émérite depuis le 18 avril 2001, ancien sénateur.
Il siège pendant la 47e législature de la Chambre des représentants et est sénateur coopté de 1985 à 1987.
Il obtient le 2 juin 2010 concession de noblesse héréditaire avec le titre personnel de baron.
Étienne Cerexhe est le père de l'homme politique Benoît Cerexhe.